# Günther Heidegger
Günther Heidegger (* 31. Dezember 1966 in Bozen) ist ein Südtiroler Journalist und Moderator.

## Leben
Heidegger wuchs auf in Kaltern an der Weinstraße. Nach dem Oberschulabschluss und dem Militärdienst war Heidegger Praktikant bei der Zeitung Dolomiten und Sportkommentator bei einem privaten Radiosender. 1991 legte er das Staatsexamen für Journalisten in Rom ab. Es folgten unterschiedliche redaktionelle Aufgaben bei den Dolomiten. 
1995 übernahm er die Leitung der Sonntagszeitung Zett. 1996 kehrte er zu Dolomiten zurück und übernahm die Leitung der Lokalredaktion. Später wurde er Chef vom Dienst und 2008 stellvertretender Chefredakteur. Regelmäßig ist er auch als Moderator tätig (z. B. Ehrung der Südtiroler Sportler des Jahres).
Heidegger war Mitautor der Südtirol-Chronik (2000). Er ist auch der Übersetzer für Asterix-Mundart-Bände.

## Publikationen
- René Goscinny (Autor), Albert Uderzo (Illustrator), Günther Heidegger (Übersetzer): Asterix Mundart. Südtirolerisch 1: Asterix ba d'r Naia. Egmont Ehapa Verlag, September 2002, ISBN 978-3770422883.
- Rene Goscinny (Autor), Albert Uderzo (Illustrator), Günther Heidegger (Übersetzer): Asterix Mundart. Südtirolerisch 2: Asterix isch kesslun. Ehapa Comic Collection, August 2003, ISBN 978-3770422944.
- René Goscinny (Autor), Albert Uderzo (Illustrator), Günther Heidegger (Übersetzer): Asterix Mundart. Südtirolerisch 3: Olls lai Lolli. Ehapa Comic Collection, August 2006, ISBN 978-3770429745.
- René Goscinny (Autor), Albert Uderzo (Illustrator), Günther Heidegger (Übersetzer): Asterix Mundart. Südtirolerisch 4: Willsch wettn? Ehapa Comic Collection, März 2014, ISBN 978-3770437818.